# Callereca
Callereca is een geslacht van hooiwagens uit de familie Assamiidae.
De wetenschappelijke naam Callereca is voor het eerst geldig gepubliceerd door Roewer in 1940. 

## Soorten
Callereca omvat de volgende 3 soorten:
- Callereca angolensis
- Callereca gracilis
- Callereca teteana